# Dražen Pehar
Dražen Pehar (Zenica, 27. veljače 1967.), hrvatski bosanskohercegovački filozof, politolog, prevoditelj i sveučilišni profesor.

## Životopis
Dražen Pehar rođen je u Zenici. Diplomirao je 1992. filozofiju i klasični grčki jezik na Filozofskom Fakultetu u Zagrebu, Republika Hrvatska. Bio je šef kabineta predsjednika Federacije BiH Krešimira Zubaka od 1996., a iduće godine zaposlio se u Ministarstvu obrane Republike Hrvatske. Iste je godine magistrirao sa summa cum laude diplomaciju na Mediteranskoj akademiji za diplomaciju na Malti. Iduće godine imenovan je političkim asistentom u Veleposlanstvu SAD-a u Sarajevu. Nakon toga, iduće godine imenovan je analitičarom za medije i briferom u Uredu Visokog predstavnika za BiH, gdje je radio do 2000. Predavao je jedan semestar od 2000. do 2001 na DiploFoundation u Ženevi i Malti.
Doktorirao je političke znanosti i međunarodne odnose 2005. na SPIRE (Sveučilište Keele, UK) obranivši, nakon minimalnog razdoblja supervizije, disertaciju Jezik, pravo, moć: temelj za teoriju diplomatske višeznačnosti (Language, power, law: Groundwork for the theory of diplomatic ambiguity). Doktorat je 2007. nostrificirao u Hrvatskoj gdje mu je Nacionalno znanstveno vijeće dodijelilo i znanstveno-istraživački stupanj "znanstveni suradnik" u oblasti politologije (međunarodni odnosi). Za profesora na Filozofskom fakultetu Sveučilišta u Mostaru izabran je 2008., a iste godine je predavao i politologiju i međunarodne odnose u Sarajevo School of Science and Technology na engleskom. Također je honorarno predavao na Fakultetu za menadžment resursa (CKM) u Mostaru, a 2010., 2015. i 2016. na Međunarodnom sveučilištu u Dubrovniku (DIU, kasnije Libertas), na engleskom, sljedeće kolegije: Political concepts and ideologies, Southeast Europe, te Rise and Fall of Yugoslavia. 
Na Fakultetu međunarodnih odnosa i diplomacije u Mostaru predavao je također honorarno od rujna 2013 do veljače 2014.
Pehar je pored četiri knjige i tri prijevoda, objavio i oko 40 ogleda, preglednih članaka i analiza.
Ogledi objavljeni na engleskom citirani su u preko sto-sedamdeset inozemnih, uglavnom akademskih publikacija, uključujući i magistarske i doktorske teze, na engleskom, njemačkom, ruskom, francuskom, talijanskom, portugalskom, slovenskom, bugarskom, turskom, mađarskom, albanskom, nizozemskom, grčkome, norveškom, korejskom i malajskom/indonezijskom jeziku. Njegovu definiciju diplomacije citiraju utjecajni američki veleposlanik i autor Chas W. Freeman Jr., utjecajni međunarodni ekspert za globalnu politiku i strateg Parag Khanna, Veleposlanik Cipra Euripides Evriviades, i mnogi drugi.
Globalna koalicija za transformaciju sukoba (GCCT), okupljena oko udruge TransConflict, uvrstila je dva Peharova ogleda među petnaest najboljih za godinu 2014, na petom i desetom mjestu (vidi http://www.transconflict.com/2015/01/top-15-gcct-articles-of-2014/ ).
Nije član niti jedne političke stranke (posebno ne HČSP niti bilo koje ekstremno desne stranke), niti to namjerava postati. Također, njegove političke analize nisu pisane s namjerom obrane bilo kojeg nacionalizma nego ih treba shvatiti primarno kao pripadne republikanskoj tradiciji pravno-političke teorije (Skinner, Pettit, Viroli, Ciceron, Aristotel). Za svoj odnos prema 'hrvatskom pitanju', i za razdoblje svoje suradnje s Institutom za društveno-politička istraživanja (IDPI) iz Mostara, Pehar preporučuje svoju analizu IDPI-eve "studije o ravnopravnosti" iz ožujka 2016e: vidi Dodatak (str. 150-157) u Kolumne (2016-2017): 
https://www.academia.edu/34818457/Kolumne_2016-2017_Problemati%C4%8Dnost_kao_preduvjet_politi%C4%8Dke_egzistencije_post-Dayton_

## Djela
Objavljene knjige
- Dražen Pehar: Jezik kao tvorac kolektivnoga tijela – naturalistička perspektiva. Zagreb: Hrvatska sveučilišna naklada, 2023. ISBN 9789531695169
- Dražen Pehar: Peace as War: Bosnia and Herzegovina, post-Dayton. Budapest, New York: CEU Press, 2019. ISBN 9789633863022
- Dražen Pehar: Alija Izetbegović: i rat u Bosni i Hercegovini (dvojezično izdanje). Mostar: HKD Napredak, 2011. ISBN 9789958841057
- Dražen Pehar: Diplomatic Ambiguity: Language, Power, Law (na engleskom). Saarbrücken: Lambert Academic Publishing, 2011. ISBN 9783844381504
- Dražen Pehar: Vladavina zakona i njeni čuvari. Mostar: IDPI, UG Dijalog, Hrvatski dom herceg Stjepan Kosača, 2014. ISBN 978-9958-0379-0-0 (IDPI), 978-9958-0378-0-1 (Hrvatski dom herceg Stjepan Kosača)
- Dražen Pehar: Dediscoursification – how discursive attitudes cause wars (u razdoblju od 29. siječnja do 15. travnja 2016., TransConflict (www.transconflict.com), britanska udruga za promicanje mirovne transformacije sukoba, objavila je u dvanaest nastavaka dva glavna poglavlja ove knjige.)

Prijevodi
- Bosnia and Herzegovina – Federalism, Equality, Sustainability (IDPI Mostar, 2016); prijevod na engleski knjige "Bosna i Hercegovina – federalizam, ravnopravnost, održivost" (uredili Ivan Vukoja i Milan Sitarski); Institut za društveno-politička istraživanja/Institute for social and political research (IDPI): Mostar; ISBN 978-9958-9185-6-8
- David Campbell: Nacionalna dekonstrukcija: nasilje, identitet i pravda u Bosni. Sarajevo: Međunarodni forum Bosna, 2003. (original: National Deconstruction: Violence, Identity, and Justice in Bosnia, 1998.)
- William K. C. Guthrie: Povijest grčke filozofije (svezak IV. i V.). Zagreb: Naklada Jurčić, 2007. ISBN 9789532450132 (original: A History of Greek Philosophy, 1986.)
- Peter Kemper: Kemper Peter: Postmoderna ili borba za budućnost. Zagreb: August Cesarec, 1993. (original: 'Postmoderne' oder Der Kampf um die Zukunft: Die Kontroverse in Wissenschaft, Kunst und Gesellschaft, 1991.)